# NGTS-4b
NGTS-4b – planeta pozasłoneczna krążąca wokół gwiazdy NGTS-4, odkryta w 2018 w obserwatorium Paranal. Planeta ma rozmiar minineptuna, ale krąży wokół gwiazdy w strefie, w której tak duże planety nie powinny powstawać (tzw. „pustynia neptunowa”). Pomimo tak bliskiej odległości od gwiazdy zachowała swoją atmosferę.